# Torre PwC (Milão)
A Torre PwC, também conhecida como Torre Libeskind, é um arranha-céu da cidade de Milão, na Itália. O edifício, concluído em 2021, tem 175 metros de altura e 31 andares.